# Вук (словенска митологија)
Вук у словенској митологији је биће препуно контрадикторности. Словени су се уздали у његову заштитну моћ и снагу, али је то биће које се није смјело спомињати, нарочито за вријеме јесењих вучијих празника и никада ноћу.

## У митологији и народним предањима

### Вук
„Ми о вуку, а вук на врата“ јасно описује шта се дешава ако се спомене његово име. Име му је забрањено спомињати и на Божић, када је такође забрањено њихово убијање. Постоји и веза вука са Дајбогом богом који де некада славио на овај дан. Сусрет бога и вука се описује врло опасним али у исто вријеме и величанственим. Постоји вјеровање да вук човјеку може одузети глас ако га први угледа. Однос човјека и вука није увијек непријатељски као онај о кумству човјека и вука. Човјек се вука плаши као сваког демонског бића али га у исто вријеме и поштује. Код Западних Словена помиње се обичај позивања вука на вечеру, гдје се спрема вечера од свих јела са Божићне трпезе и износи се испред кућних врата. У неким случајевима вук се може пистовјетити са псом гдје је пас добра страна вука.

### Вучји Дани
Вучје празнике Словени су славили у јесен, током новембра не би ли умилостивили ову моћну звијер. Вука си још називали и неимеоник, каменик или дивјана. Празновало се седам, а понегдје и три или девет вучјих дана највише код Срба и Бугара. Највише је празнован последњи дан под именом растурњак или распист, када се вукови разилазе. Тог дана свијетом кружи сакати вук под именом криви вук који се сматра најопаснијим од свих вукова. Свети Сава у једној легенди одређује храну вуковима па чак и кривом вуку. Кривом вуку додјељује човјека који све ово кришом посматра. Постоји и вјеровање ако би покојник био сахрањен у одјећи која је прављена на вучје дане он ће се претворити у вукодлака. За вријеме вучих дана изгјегава се сваки рад као и излажење ван куће.

### Вучје поријекло Словена
Постоји вјеровање које је истовремено и занимљиво и застрашујуће. Словенски сусједи су били убјеђени да се сви Словени понекад претварају у вукове. То вјеровање записао је Херодот који је назван оцем историје. Херодот је писао о племену Нерва. Херодотовом запису одговара и старо српско вјеровање да Србин потиче од вука. Када се роди мушко дијете обичај је да бабица изађе на врата и гласно каже: „Роди вучица вука целоме свету на знање, а вучићу на здравље!“ Вјерује се да је капа од вучијег крзна велики заштитник за човјека у виду неког дивљег брата. У западној Србији и у Херцеговини људи вјерују да су и они некада били вукови. Веза вука и Србина је толико јака да понекад превазилази симболичко значење па има случајева када је вук дошао човјеку у помоћ.